# ウィリアム・フォーブズ (第14代フォーブズ卿)
第14代フォーブズ卿ウィリアム・フォーブズ（英語: William Forbes, 14th Lord Forbes、1730年6月26日没）は、スコットランド貴族。

## 生涯
第13代フォーブズ卿ウィリアム・フォーブズとアン・ブロディー（Anne Brodie、ジェームズ・ブロディーの娘）の息子として生まれた。
1716年7月に父が死去すると、フォーブズ卿の爵位を継承した。公職への就任は全くなかったという。
1720年の南海泡沫事件や同時期の投機により2万ポンドの財産を全て失った。
1720年9月3日以降、ドロシー・デイル（Dorothy Dale、1777年10月29日没、ウィリアム・デイルの娘）と結婚、1男4女をもうけた。
- フランシス（1721年12月19日 – 1734年8月5日） - 第15代フォーブズ卿
- アン（1724年6月10日洗礼） - 夭折
- メアリー（1725年11月3日洗礼 – 1734年11月9日埋葬）
- ジーン・マリア（Jean Maria、1774年7月28日没） - 1748年4月22日、ジェームズ・ダンダス（James Dundas、1721年6月18日 – 1780年7月20日、庶民院議員）と結婚、1男4女をもうけた[4]
- エリザベス（1730年1月5日 – 1761年10月3日） - 1752年、ジョン・グレゴリー（英語版）（1724年 – 1773年）と結婚、子供あり

1730年6月26日にエディンバラで死去、28日に埋葬された。息子フランシスが爵位を継承した。